# Похищение Ким Дэ Чжуна
Похищение Ким Дэ Чжуна произошло 8 августа 1973 года. Центральное Разведывательное управление Республики Кореи (ЦРУК) похитило лидера южнокорейских диссидентов и будущего президента страны Ким Дэ Чжуна с конференции корейских антиавторитарных реформаторов в Токио, Япония.

## Предыстория
На президентских выборах в Южной Корее 1971 года Ким представлял Новую демократическую партию, соперничая с действующим президентом Пак Чон Хи от Демократической республиканской партии. Ким получил 45,3% голосов избирателей, но с небольшим отрывом уступил Паку, набравшему 53,2%, с разницей около 900 000 голосов. После выборов Ким попал в автомобильную аварию, в результате которой получил постоянную травму тазобедренного сустава.
Полагая, что авария была попыткой покушения на его жизнь, Ким бежал в Японию, где начал движение в изгнании за демократию в Южной Корее после объявления Сеулом Конституции Юсин в октябре 1972 года. В это время он проходил медицинское лечение. В условиях широко распространённых обвинений в коррупции и фальсификации результатов выборов Пак превратил свой режим в военную диктатуру.

## Похищение
Около 11:00 утра 8 августа 1973 года Ким участвовал во встрече с лидером Партии демократического объединения, которая проходила в номере 2211 отеля «Grand Palace» в Токио. Примерно в 13:19 того же дня Ким был похищен группой неизвестных мужчин, когда выходил из комнаты после встречи. По слухам, весь этаж отеля был арендован известным якудза-кланом, возглавляемым южнокорейским гражданином Мачии Хисаюки, который долгое время имел тесные связи с Центральным Разведывательным управлением Республики Корея (КЦРУ). Затем Кима переместили в соседний пустой номер 2210, где его накачали наркотиками, и он потерял сознание. Позже его перевезли в Осаку, а затем в Сеул, Республика Корея.
Руки и ноги Ким были связаны грузами, когда он находился на борту лодки, направлявшейся в Корею, что указывало на намерение похитителей утопить его, сбросив в Японское море. Однако им пришлось отказаться от этого плана, так как береговая охрана Японии начала преследование лодки похитителей и выпустила осветительный снаряд, когда похитители вывели Кима на палубу. Впоследствии Ким был освобожден в Пусане. Его нашли живым в своем доме в Сеуле через пять дней после похищения.
По некоторым данным, Ким был спасён только после того, как посол США Филип Хабиб узнал о причастности КЦРУ и вмешался в ситуацию, обратившись к правительству Республики Корея. Хабиб мобилизовал высокопоставленных сотрудников посольства для поездок по Сеулу и встреч с влиятельными корейцами, которые могли иметь информацию о судьбе Ким Дэ Чжуна, не дожидаясь разрешения из Вашингтона, так как промедление могло привести к его гибели до того, как Хабиб смог бы вмешаться.

## Расследование NIS
24 октября 2007 года, после внутреннего расследования, Национальная разведывательная служба Республики Кореи (NIS) признала, что её предшественник, Центральное Разведывательное управление Республики Корея (KCIA), осуществило похищение, и заявила, что имела, по крайней мере, молчаливую поддержку тогдашнего лидера Пак Чон Хи.

## В культуре
- Фильм «Уничтожить цель[англ.]» изображает похищение Ким Дэ Чжуна[7].